# 遼寧省錦州監獄
遼寧省錦州監獄（きんしゅうかんごく）とは中華人民共和国遼寧省錦州市太和区にある刑務所である。主に10年以上の刑期を言い渡された受刑者が収監されているが、日本では中国の大幅な民主化を求める「零八憲章」の主な起草者となり、2010年にノーベル平和賞を受賞した劉暁波が政治犯として収監されていたことで知られている。

## 概要
錦州監獄を管轄するのは遼寧省監獄管理局であり、遼寧省内の受刑者を収監しているとされている。以前あった錦州永安監獄と錦州監獄を統合し、2002年に現在地に設置された。なお、この監獄には収容者の為の医療施設が併設されていないという。また、当監獄には前述の劉暁波のほか、朝鮮民主主義人民共和国新義州特別行政区の初代長官に任命された楊斌が収監されている。